# Шемая
Шемая (Alburnus chalcoides) — риба родини ялецевих (Leuciscidae). Поширена у Каспійському морі й прісних водах його басейну, таких як Урал і Волга. До цього виду часто відносять і популяцію із Аральського моря. Цінна промислова риба, що сягає 40 см довжиною.

## Систематика

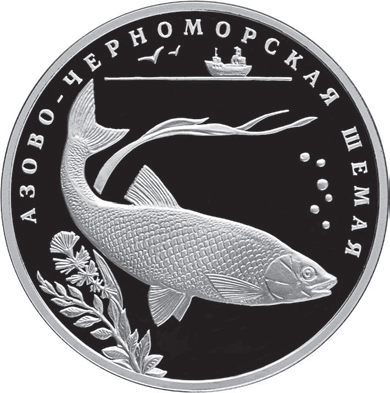
Шемая на російській срібній монеті із серії Червона книга

Раніше до цього виду відносили й низку європейських видів селяви (Alburnus). Тоді розрізняли 4 підвиди (тепер самостійні види):
- Шемая дунайська (Alburnus chalcoides danubicus), тепер виділений у окремий вид Alburnus danubicus. Ареал охоплює басейн верхнього і середнього Дунаю. Завдяки цьому підвиду назва Шемая дунайська поширювалась на весь вид Alburnus chalcoides; наразі ця назва не відповідаю ареалу виду.
- Alburnus chalcoides schischkovi, тепер виділений у окремий вид Alburnus schischkovi. Ареал охоплює річки Болгарії та Туреччини.
- Шемая кримська (Alburnus chalcoides mentoides), тепер виділений у окремий вид Alburnus mentoides.
- Шемая батумська (Alburnus chalcoides derjugini), тепер виділений у окремий вид Alburnus derjugini.